# Classe Embuscade
La classe Embuscade est la quatrième classe de batteries flottantes construites en France pour la Marine française, dans les années 1860. Dernières de leur type, les progrès réalisés en armement et dans la machinerie vont ensuite converger vers l'apparition de béliers cuirassés dont le Taureau est le premier exemplaire français.

## Genèse et conception
En 1853, éclate la guerre de Crimée, qui va montrer la nécessité de construire des batteries flottantes. En 1854 Pierre Armand Guieysse conçoit des plans d'une telle installation qui va former la classe Dévastation. 10 unités sont commandées le 28 juillet 1854, 5 sont construites et trois d'entre elles sont remorquées vers la mer Noire où elles participent avec succès à la bataille de Kinbourn, le 17 octobre 1855. Elles réduisent le fort russe au silence en quelques heures, et la plupart des boulets ennemis ricochent sur leur cuirassé, sauf un qui passera par un panneau tuant deux marins. Leur efficacité n'étant plus à démontrer, les évènements de la guerre de Sécession vont alors accélérer la construction de telles batteries cette fois destinées à défendre les côtes françaises.
La construction des quatre batteries côtières de classe Embuscade est lancée à Bordeaux en 1862, aux Chantiers de l'Océan. Elles sont construites entièrement en fer comme leur prédécesseures de classe Arrogante, d'après un concept validé le 30 octobre 1860 par le Conseil des travaux. D'un déplacement de 1 440 à 1 615 tonnes, elles disposent de deux hélices mues par deux moteurs Schneider de 120 chevaux, leur permettant une vitesse maximale de 8,5 nœuds (15,7 kilomètres par heure), soit 1,5 nœuds de plus que les Arrogante. Longues de 39,50 mètres, larges de 15,80 mètres et dotées d'un tirant d'eau variant de 3,27 à 4 mètres, elles sont armées de 4 canons de 19 cm et sont manœuvrées par un équipage de 290 hommes.

## Unités
| Nom         | Chantier,                       | Quille          | Lancement        | Mise en service   | Destin                   |
| ----------- | ------------------------------- | --------------- | ---------------- | ----------------- | ------------------------ |
| Embuscade   | Chantiers de l'Océan (Bordeaux) | 20 février 1862 | 18 novembre 1865 | 6 septembre 1867  | Rayée des listes en 1885 |
| Imprenable  | Chantiers de l'Océan (Bordeaux) | 25 février 1862 | 17 décembre 1865 | 9 août 1870       | Rayée des listes en 1882 |
| Protectrice | Chantiers de l'Océan (Bordeaux) | 25 février 1862 | 8 décembre 1866  | 24 août 1867      | Rayée des listes en 1889 |
| Refuge      | Chantiers de l'Océan (Bordeaux) | 25 février 1862 | 1er mai 1866     | 10 septembre 1867 | Rayée des listes en 1884 |

## Histoire
Les quatre batteries flottantes sont lancées à Bordeaux de 1865 à 1866. L'Embuscade arme pour essais le 22 janvier 1866. Elle est remorquée à Lorient en octobre puis mise en réserve à Cherbourg l'année suivante. En 1870, elle est armée et rejoint Bordeaux et Rochefort, avant d'y être désarmée l'année suivante. En réserve jusqu'en 1880, elle est ensuite utilisée comme navire de défense mobile en 1884 avant d'être rayée des  listes en 1885. L'Imprenable est désarmée de 1871 à 1882 à Cherbourg avant d'être rayée des listes puis utilisée comme ponton de réglage des torpilles de 1883 à 1914.
La Protectrice arme pour essais à Lorient le 1er janvier 1867 avant d'être mise en réserve à Cherbourg. Elle rejoint Le Havre en 1870 pour participer à la défense de la ville. Endommagée après une collision avec un musoir en 1871, elle est utilisée pour des essais d'artillerie en 1872 avant d'être désarmée et rayée des listes en 1889. La Refuge quant à elle est armée en 1866. Elle réarme à Brest de juillet à novembre 1870, avant d'être rayée des listes en 1884 puis utilisée comme ponton caserne de défense mobile.